# 김영윤 (작가)
김영윤은 대한민국의 텔레비전 드라마 작가이다. 

## 드라마
- 2017년 OCN 월화 미니시리즈 《애타는 로맨스》 ... 집필
- 2024년 JTBC 주말 미니시리즈 《가족X멜로》 ... 집필